# Hans Emil Braun
Hans Emil Braun, genannt Braun-Kirchberg (* 13. Juli 1887 in Künzelsau; † 25. Januar 1971 in Kirchberg an der Jagst), war ein deutscher Maler und Radierer.

## Leben und Wirken
Hans Emil Braun wurde 1887 als Sohn eines Postsekretärs in Künzelsau geboren. Nach dem frühen Tod des Vaters zog die Mutter mit den Kindern Emil und Lydia an den Wohnort ihrer Eltern nach Kirchberg. Emil besuchte ab 1895 ein Knabeninternat in Wilhelmsdorf am Bodensee und anschließend das Lehrerseminar in Künzelsau. 1904 brach Braun die Ausbildung ab und begann ein unruhiges Wanderleben mit dem Ziel, eine künstlerische Laufbahn einzuschlagen.
Für kurze Zeit schrieb er sich an den Kunstgewerbeschulen in Stuttgart und Nürnberg ein, absolvierte dann aber ab 1906 eine Buchhändlerlehre in Stuttgart und arbeitete anschließend einige Zeit in der Buchhandlung des Rauhen Hauses in Hamburg. Nach dem Militärdienst erhielt Braun 1912 durch die Vermittlung von Freunden einen Platz an der Kunstakademie Stuttgart, die er, unterbrochen von erneutem Militärdienst im Krieg, bis 1918 besuchte. Am Ende des Krieges kehrte Braun zu Mutter und Schwester nach Kirchberg zurück, wo er sich vor allem als Radierer betätigte.
1927 zog Braun nach dem Scheitern einer kurzen Ehe nach Stuttgart um. Obwohl ihm der renommierte Kunstschriftsteller und Grafikexperte Hans Wolfgang Singer Ende der 1920er Jahre außergewöhnliches Talent bescheinigt hatte, gelang es Braun-Kirchberg nicht, an mehr als einige Gelegenheitsaufträge zu gelangen. Von den Lebensjahren Brauns in Stuttgart ist nur wenig bekannt. Als Braun 1965 nach Kirchberg zurückkehrte, wo er 1971 auch verstarb, hatte er alle künstlerische Tätigkeit längst aufgegeben.
Das Sandelsche Museum in Kirchberg bewahrt wesentliche Teile des Braun’schen Nachlasses auf und widmet sich vor allem dem umfangreichen druckgraphischen Werk des Künstlers aus den 1920er Jahren.

## Schriften
- H. E. Braun-Kirchberg: Malerfahrt nach dem Tessin, in: Stuttgarter Illustrierte – Das Bunte Blatt Nr. 12, 1933, S. 276ff.